# 北胜州
北胜州，元朝时设置的州。
至元十七年（1280年），改施州为北胜州，属丽江路。至元二十四年（1287年），升北胜州为北胜府。
明朝洪武十五年（1382年）三月，属云南布政司，降为北胜州，寻属鹤庆军民府。治所在今云南省永胜县。西南有澜沧山。南有九龙山。西有金沙江。南有陈海、呈湖，东南有浪峨海，下流俱入金沙江。东有罗易江，下流入永宁府界。北有蒗蕖州（今宁蒗彝族自治县）。东有宁番土巡检司（今华坪县）。南距云南布政司千二十五里。洪武二十九年（1393年）改属澜沧卫。正统七年九月（1442年）直隶布政司。弘治九年（1496年）徙治澜沧卫城。天启中废。
清朝康熙五年（1666年），北胜州降为属州，隶大理府。二十六年，省澜沧卫入州。三十一年（1692年），复为北胜直隶州。三十七年（1698年），升为永北府，永宁土府隶属。三十八年（1699年），以鹤庆府属故顺州地并入。乾隆三十五年（1770年），改为永北直隶厅。